# Irma Aráuz
Alexandra Aráuz Merizalde (n. Guayaquil, 18 de mayo de 1948  -f. Ibidem, 23 de junio de 2018) fue una cantante y empresaria ecuatoriana. Conocida como «Irma Aráuz  La dama del pasillo», fue vecina del popular cantante Julio Jaramillo.

## Biografía
Fue hija de Francisco Aráuz Valenzuela, cantante de música ranchera y de Ninfa Merizalde Ayala, de ocupación enfermera, también es hermana de Mary Aráuz Merizalde, cantante ecuatoriana de música tropical y quien fuera pareja por un tiempo de otro bolerista, Lucho Barrios.  
Su primera presentación fue a los 16 años de edad, en un concierto de Julio Jaramillo, quien fue una suerte de padrino. Su primer repertorio fueron los pasillos «Corazón que no olvida» y «Horas de pasión», el bolero «Te adoraré» y el vals «Flor deshojada».
Cantó en Radio Cristal y compartió escenario con Leo Marini, Roberto Carlos y El Puma.
Fue Presidenta de la A.S.A.P.G.  ASOCIACIÓN DE ARTISTAS PROFESIONALES DEL GUAYAS, por tres periodos, dentro de los cuales se caracterizó por la lucha por los derechos de los Artistas.
Dentro de su vida profesional organizó diversos eventos artísticos y ferias, en beneficio del pueblo. 
En 2017 celebró sus 50 años de vida musical en el Centro de Convenciones de Guayaquil; durante ese periodo grabó 500 temas en diversos formatos.
Falleció en Guayaquil, el 23 de junio de 2018, a causa de un cáncer que venía padeciendo hace varios años.